# Swetlana Wassiljewna Chorkina
Swetlana Wassiljewna Chorkina (russisch Светлана Васильевна Хоркина; * 19. Januar 1979 in Belgorod, Sowjetunion) ist eine ehemalige russische Kunstturnerin und derzeitige Politikerin. Während ihrer Zeit als aktive Sportlerin gewann sie bei drei Olympischen Spielen insgesamt sieben Medaillen, darunter zwei Goldmedaillen an ihrem Paradegerät, dem Stufenbarren. Zudem wurde sie an verschiedenen Geräten insgesamt neunmal Weltmeisterin. Seit 2007 ist sie Abgeordnete der Russischen Staatsduma für die Partei Einiges Russland.

## Leben und Leistungen
Swetlana Chorkina begann im Alter von vier Jahren in ihrer Heimatstadt Belgorod mit dem Turnen. Ihr Talent wurde bald erkannt, so dass sie ab 1985 Leistungssport betrieb. 1986 bestritt sie ihre ersten Nachwuchswettkämpfe. Auch bei den Senioren startete sie noch für den Verein Profsojus Belgorod. Ihre Trainer waren Boris Pilkin und Alexander Timonkin.

### Erste Erfolge (1994–1995)
1994 trat Chorkina erstmals bei den Senioren an. Bei den Weltmeisterschaften in Brisbane wurde sie zwar nur Achte am Boden, gewann aber sowohl am Stufenbarren als auch am Sprung die Silbermedaille. Im gleichen Jahr gewann sie mit der russischen Mannschaft bei den Weltmeisterschaften in Dortmund die Bronzemedaille und bei den Europameisterschaften in Stockholm die Silbermedaille. Zudem wurde sie Zweite im Mehrkampf und Europameisterin am Stufenbarren.
Im Jahr darauf wurde sie bei den Weltmeisterschaften in Sabae Zweite im Mehrkampf und Weltmeisterin am Stufenbarren. Dieser Sieg ist der Beginn einer Serie, die erst mit einem siebten Platz bei den Weltmeisterschaften 2002 in Debrecen abreißt. Bis dahin gewinnt Chorkina am Stufenbarren bei jeden Weltmeisterschaften. Insgesamt wird sie fünf Mal Weltmeisterin an diesem Gerät.

### Große Karriere (1996–2004)
Im Jahr 1996 wird Swetlana Chorkina das erste Mal Olympiasiegerin am Stufenbarren. Mit der russischen Mannschaft gewinnt sie bei den Olympischen Spielen in Atlanta zudem eine Silbermedaille. Die gleichen Platzierungen erreicht sie auch bei den Europameisterschaften in Birmingham.
1997 knüpft sie an die Erfolge aus dem vorangegangenen Jahr an und wurde – wie auch 1996 – Weltmeisterin am Stufenbarren. Aber auch im Mehrkampf konnte Chorkina sich in diesem Jahr den Weltmeistertitel sichern. Im Jahr zuvor war sie in dieser Disziplin bei den Olympischen Spielen noch chancenlos. Dazu kommen Silbermedaillen am Balken, am Boden und im Mannschaftsmehrkampf. Diskussionen um ihre Person entstehen, als sie im November 1997 für den russischen Playboy posierte.
In den Jahren 1998 und 1999 fügte sie ihrer Sammlung weitere Gold-, Silber- und Bronzemedaillen bei Welt- und Europameisterschaften hinzu. Einzig ihren Weltmeistertitel im Mehrkampf konnte sie 1999 in Tianjin nicht verteidigen. Aufgrund eines Fehlers am Balken wird sie nur Zwölfte.
Bei den Olympischen Spielen 2000 in Sydney gewann Chorkina erneut am Stufenbarren. Ihren Startplatz im Sprungfinale überließ sie der jüngeren Jelena Samolodtschikowa, die dieses gewann und Chorkina am Boden auf den zweiten Platz verwies. Ihr Ziel, Olympiasiegerin im Mehrkampf zu werden, konnte Chorkina jedoch nicht erreichen. Nach einem guten Start am Boden lag sie zwar in Führung, stürzte dann jedoch beim ersten ihrer beiden Versuche am Sprung. Auch am Stufenbarren stürzte sie und verlor damit jegliche Medaillenchancen. Im vierten Durchgang stellte sich heraus, dass das Sprungpferd zu niedrig eingestellt war. Alle Turnerinnen erhielten die Möglichkeit ihren Sprung zu wiederholen. Chorkina verzichtete jedoch, da sie aufgrund ihres Fehlers am Stufenbarren ohnehin keine Medaille mehr gewinnen konnte.
Die Weltmeisterschaften 2001 in Gent wurden die erfolgreichsten ihrer Karriere. Mit der russischen Mannschaft musste sie sich nur den Rumäninnen geschlagen geben. Außerdem wurde sie Weltmeisterin im Mehrkampf, am Stufenbarren und am Sprung. Damit wurde sie die erste Weltmeisterin am neuen Sprungtisch, der 2001 erstmals eingesetzt wird. Im selben Jahr wurde sie zu Europas Sportlerin des Jahres gekürt.
Im Jahr 2002 wurde sie zwar Europameisterin im Mehrkampf, am Stufenbarren und mit der Mannschaft, kann aber keinen ihrer Weltmeistertitel verteidigen. Die Weltmeisterschaften in Debrecen verließ sie ohne eine einzige Medaille. Dafür sammelte sie im gleichen Jahr Erfahrungen in einem anderen Metier: Sie spielt unter der Regie von Sergej Winogradow Theater. Einmal im Monat tritt sie in Moskau in dem Stück Venus auf, in dem sie die Schauspielerin Brenda Venus spielt, der der alternde Henry Miller den Hof macht. Zudem beendete Chorkina 2002 ihr Sportstudium an der Staatlichen Universität Belgorod.
2003 wurde sie zum dritten Mal Mehrkampf-Weltmeisterin und wurde damit zur erfolgreichsten Turnerin aller Zeiten. 2004 wurde sie noch einmal Europameisterin am Stufenbarren und Dritte am Balken, sowie Dritte im Mannschaftsmehrkampf. Damit gewann sie die 20. Europameisterschaftsmedaille ihrer Karriere. Keine andere Turnerin hat mehr Medaillen bei Europameisterschaften gewonnen.
Einen weiteren Rekord aufzustellen und zum dritten Mal in Folge Olympiasiegerin am Stufenbarren zu werden, gelang Chorkina bei den Olympischen Spielen 2004 in Athen jedoch nicht. Sie stürzte im Stufenbarrenfinale und wurde nur achte. Dafür gewann sie bei ihren dritten und letzten Olympischen Spielen mit einem zweiten Platz ihre erste Mehrkampfmedaille. Im Anschluss an das Mehrkampffinale kritisierte sie die Kampfrichter, da sie sich ungerecht behandelt fühlte. Gleichzeitig kündigte sie an, ihre aktive Karriere beenden und sich für ein Amt in der FIG bewerben zu wollen.

### Nach der aktiven Zeit (seit 2004)

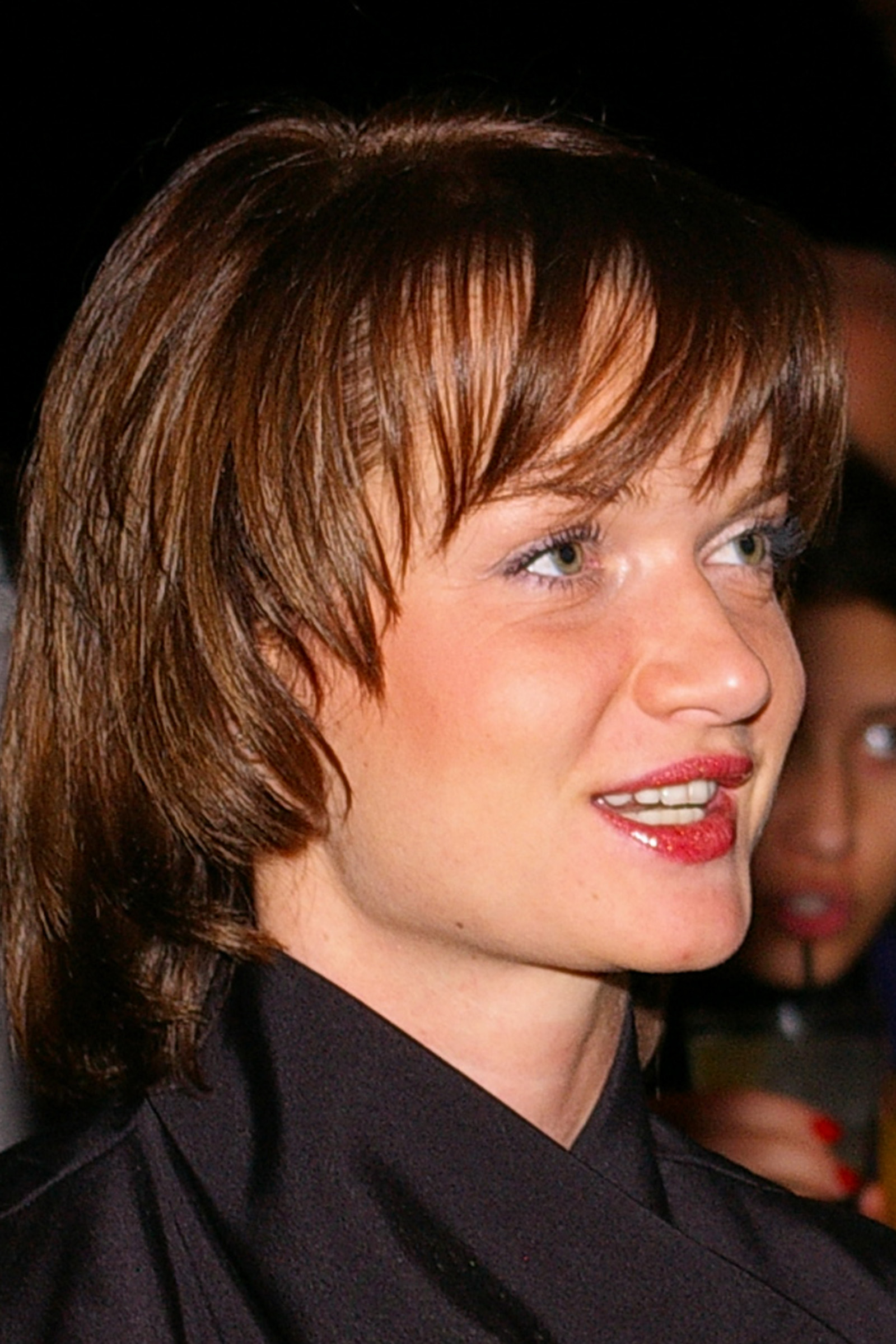
Swetlana Chorkina (2009)

2004 kandidierte Chorkina für die Präsidentschaft des Russischen Turnverbands, unterliegt jedoch ihrem Konkurrenten Juri Titow. Seither ist sie als Vizepräsidentin für den Verband tätig. Zudem war sie Mitglied in der FIG Athleten Kommission für den Zeitraum von 2005 bis 2008.
Bei den russischen Parlamentswahlen 2007 kandidierte Chorkina für die Partei Einiges Russland und wurde in die Russische Staatsduma gewählt. Dort bekleidet sie das Amt einer Vizepräsidentin des Komitees für die Angelegenheiten der Jugend. Chorkina ist damit Teil der im Volksmund Putin’s Girls genannten Gruppe bekannter junger Frauen, die sich für Einiges Russland engagieren, und zu der auch die Gymnastin Alina Kabajewa und die Eisschnellläuferin Swetlana Schurowa gehören.
Im Mai 2008 veröffentlichte Chorkina in Russland ihre Autobiografie.

### Privates
Chorkina wurde am 21. Juli 2005 Mutter eines Sohnes. Vater des Kindes ist der georgische Schauspieler Lewan Utschaneischwili.

## Erfolge

### Ergebnisse bei internationalen Meisterschaften
|                       | 1994 | 1995 | 1996 | 1997 | 1998 | 1999 | 2000 | 2001 | 2002 | 2003 | 2004 |
| --------------------- | ---- | ---- | ---- | ---- | ---- | ---- | ---- | ---- | ---- | ---- | ---- |
| Europameisterschaften |      |      |      |      |      |      |      |      |      |      |      |
| Mannschaft            | 2.   |      | 2.   |      | 2.   |      | 1.   |      | 1.   |      | 3.   |
| Mehrkampf             | 2.   |      | 6.   |      | 1.   |      | 1.   |      | 1.   |      | 4.   |
| Sprung                | 5.   |      | 4.   |      | –    |      | –    |      | –    |      | –    |
| Stufenbarren          | 1.   |      | 1.   |      | 1.   |      | 1.   |      | 1.   |      | 1.   |
| Balken                | 5.   |      | –    |      | –    |      | 1.   |      | 2.   |      | 3.   |
| Boden                 | 8.   |      | –    |      | 1.   |      | –    |      | 5.   |      | 7.   |
| Weltmeisterschaften   |      |      |      |      |      |      |      |      |      |      |      |
| Mannschaft            | 3.   | 4.   | –    | 2.   |      | 2.   |      | 2.   | –    | 6.   |      |
| Mehrkampf             | 9.   | 2.   | –    | 1.   |      | 12.  |      | 1.   | –    | 1.   |      |
| Sprung                | 2.   | 5.   | 5.   | 8.   |      | –    |      | 1.   | –    | –    |      |
| Stufenbarren          | 2.   | 1.   | 1.   | 1.   |      | 1.   |      | 1.   | 7.   | –    |      |
| Balken                | –    | –    | –    | 2.   |      | –    |      | –    | 4.   | –    |      |
| Boden                 | 8.   | –    | –    | 2.   |      | 3.   |      | 3.   | –    | –    |      |
| Olympische Spiele     |      |      |      |      |      |      |      |      |      |      |      |
| Mannschaft            |      |      | 2.   |      |      |      | 2.   |      |      |      | 3.   |
| Mehrkampf             |      |      | 15.  |      |      |      | 10.  |      |      |      | 2.   |
| Sprung                |      |      | –    |      |      |      | –    |      |      |      | –    |
| Stufenbarren          |      |      | 1.   |      |      |      | 1.   |      |      |      | 8.   |
| Balken                |      |      | –    |      |      |      | –    |      |      |      | –    |
| Boden                 |      |      | –    |      |      |      | 2.   |      |      |      | –    |

### Elemente
Im Code de Pointage aus dem Jahr 2007 befinden sich vier Elemente, die Swetlana Chorkina als erste gezeigt hat und die daher nach ihr benannt wurden:
- Sprung: Radwende Flick-Flack mit ½ Drehung in der ersten Flugphase – Salto vorwärts gehockt mit 1 ½ Drehung in der zweiten Flugphase
- Stufenbarren: Innenseitstütz vorlings am unteren Holm, freie Felge über den Handstand mit ½ Drehung und Flug in den Hang am oberen Holm
- Schwebebalken: Auerbachsalto gestreckt mit 2 ½ Drehung zur Seite oder am Ende des Balkens
- Schwebebalken: Auerbach Flick-Flack mit 1/1 Drehung (360°) vor dem Stütz der Hände